# Cambusnethan

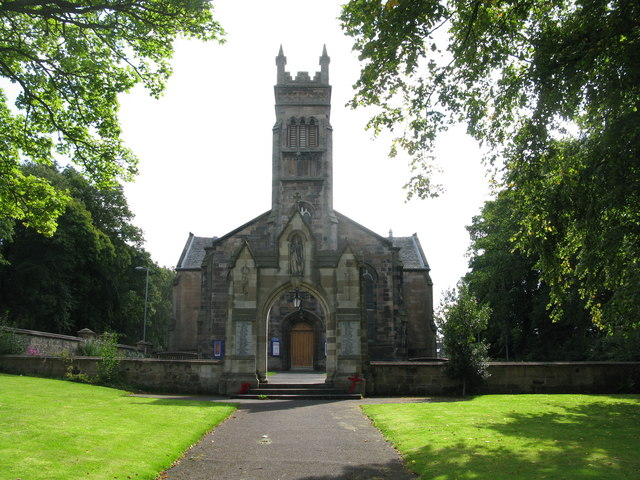
Cambusnethan Old Parish Church

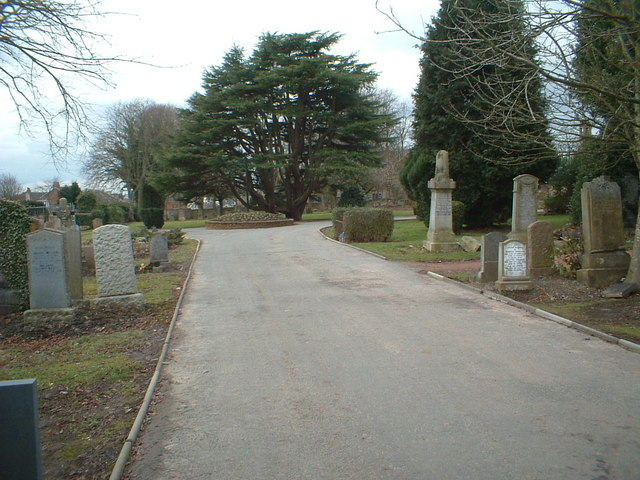
Im Friedhof von Cambusnethan

Cambusnethan ist ein ehemals eigenständiger Ort und heutiger Stadtteil von Wishaw, der südöstlich von Glasgow in der Council Area North Lanarkshire in Schottland liegt.

## Geographie
Cambusnethan liegt im Westen der Central Lowlands in einer, durch mehrere Täler geprägten Gegend, am Hang im Nordosten des Clydes, an dessen Ufer sich Wishaw erstreckt. Weitere Ortschaften in der Nähe sind Newmains im Nordosten und Waterloo im Süden.

## Historisches
Im Rahmen der historischen Gliederung Schottlands in Civil Parishes bildet Cambusnethan den zentralen Ort einer gleichnamigen Einheit, die zu Lanarkshire gehörte. Zwei Kirchen der Church of Scotland sind als Listed Building in unterschiedlichen Kategorien ausgewiesen worden. Diese sind die Cambusnethan Old Parish Church und die Cambusnethan North Parish Church. Hinzu kommt die, innerhalb des Friedhofs stehende, Cambusnethan Former Parish Church, die nur noch eine Ruine ist.